# Pony Lake
Pony Lake är en sjö i Antarktis. Den ligger i Östantarktis. Nya Zeeland gör anspråk på området.